# Filozofski vremeplov (XIX. stoljeće)

## 1800-e
- 1801.
- 1802.
  - rodio se Friedrich Julius Stahl (u. 1861)
  - rodio se Franz Exner (u. 1853.)
  - rodio se  Friedrich Adolf Trendelenburg (u. 1872.)
- 1803.
  - umro Louis Claude de Saint-Martin (r. 1743.)
  - rodio se Ralph Waldo Emerson (u. 1882.)
  - umro Dietrich Tiedemann (r. 1784.)
  - umro Johann Gottfried Herder (r. 1744.)
- 1804.
  - 12. veljače - umro Immanuel Kant (r. 1724.)
- 1805.
  - umro Friedrich Schiller  (r. 1759.)
  - rodio se Alexis de Tocqueville (u. 1859.)
- 1806.
  - rodio se Max Stirner  (u. 1856)
  - rodio se Jan Snellman  (u. 1881)
- 1807.
  - rodio se Julius Schaller (u. 1868.)
  - umro Johann Nicolaus Tetens (r. 1736.)
- 1808.
  - rodio se David Friedrich Strauss  (u. 1874)
- 1809.

## 1810-e
- 1810.
- 1811.
- 1812.
  - rodio se Moses Hess  (u. 1857.)
  - rodio se Aleksandar Ivanovič Hercen  (u. 1870.)
- 1813.
  - rodio se Soren Kierkegaard (u. 1855.)
- 1814.
  - rodio se Jules Simon (u. 1896.)
  - rodio se Augustin Smetana  (u. 1851)
  - umro Johann Gottlieb Fichte (r. 1762.)
- 1815.
  - rodio se Charles Secretan  (u. 1895)
- 1816.
- 1817.
  - rodio se Bertrando Spaventa  (u. 1883)
  - rodio se Max Dvorak (u. 1881.)
- 1818.
  - rodio se Karl Marx (u. 1883.)
  - rodio se Konrad Hermann  (u. 1897.)
- 1819.
  - umro Karl Wilhelm Ferdinand Solger  (r. 1780)
  - rodio se Friedrich Schwegler (u. 1857)
  - rodio se Max Schasler (u. 1903)

## 1820-e
- 1820.
  - rodio se Herbert Spenser  (u. 1903)
  - rodio se Friedrich Engels (u. 1895.)
- 1821.
- 1822.
  - rodio se Edward Dembowski (u. 1846)
- 1823.
  - rodio se Heymann Steinhal  (u. 1899)
- 1824.
  - rodio se Sebastian Turbiglio (u. 1901 .)
- 1825.
  - umro Claude-Henry de Rouvroy Saint-Simon (r. 1760.)
  - rodio se Thomas Henry Huxley  (u. 1895.)
  - rodio se Eduard Hanslick
- 1826.
  - rodio se Julius Schultz  (u. 1936)
- 1828.
  - rodio se Joseph Dietzgen (u. 1888.)
  - umro Dugald Stewart  (r. 1753)
  - rodio se Hippolyte Taine (u. 1893.)
- 1829.
  - umro Friedrich Schlegel  (r. 1772.)

## 1830-e
- 1830.
  - rodio se Christoph Sigwart  (u. 1904.)
- 1831.
  - rodio se Frederick Harrison
  - 14. studenog - umro Georg Wilhelm Friedrich Hegel
- 1832.
  - rodio se Leslie sir Stephen  (u. 1904)
  - umro Jean-Baptiste Say (r. 1767.)
  - rodio se Gustav Teicchmuller (u. 1888.)
  - rodio se Shadworth Holloway Hodgson  (u. 1912.)
- 1833.
  - rodio se Kark Eugen Duhring (u. 1921.)
  - rodio se Wilhelm Dilthey (u. 1911.)
  - umro Gottlob Ernst Schulze (r. 1761)
- 1834.
  - 16. veljače - rodio se Ernst Haeckel
  - umro Friedrich Ernst Daniel Schleiemacher (r. 1768)
- 1835.
  - umro Wilhelm Freiherr von Humbolt  (r. 1767 .)
  - rodio se Max Heinze  (u. 1909.)
  - rodio se Wiliam Torrey Harris
- 1836.
  - rodio se Wilhelm Scuppe (u. 1913)
  - rodio se Kato Hirojuki  (u. 1916.)
  - umro Antoine Destutt de Tracy (r. 1754.)
- 1837.
  - umro Andrija Dorotić (r. 1761.)
  - rodio se Josef Durdik (u. 1902.)
- 1838.
  - rodio se Alfred Sidgwick  (u. 1900.)
- 1839.
  - rodio se Auguste Sabatier (u. 1901.)

## 1840-e
- 1840.
- 1841.
  - rodio se Ernst Schroder (u. 1902)
  - umro Johann Fridrich Herbart  (r. 1776.)
- 1842.
  - umro Josef Kalasanty Szaniawski  (r. 1764)
  - rodio se Eduard von Hartmann
- 1843.
  - rodio se Josip Stadler (u. 1918)
  - rodio se Gabriel de Tarde (u. 1904.)
  - rodio se Harald Hoffding  (u. 1931.)
- 1844.
  - rodio se Alfred Victor Espinas (u. 1922.)
  - 15. listopada – rodio se Friedrich Nietzsche (u. 1900.)
- 1845.
  - rodio se Paul Deussen (u. 1919.)
  - umro Heinrich (Henrik) Steffens  (r. 1773)
  - rodio se Felice Tocco (u. 1911.)
- 1846.
  - umro Edward Dembowski (r. 1822.)
  - rodio se Rudolf Eucken (u. 1926.)
- 1847.
  - rodio se George Sorel  (u. 1922.)
  - rodio se Adolf Ritter Hildebrand  (u. 1921.)
- 1848.
- 1849.

## 1850-e
- 1850.
  - rodio se Alfred Sidgwick  (u. 1943.)
  - rodio se Hermann Ebbinghaus (u. 1909.)
- 1851.
  - umro Augustin Smetana  (r. 1814)
- 1852.
  - rodio se Richard Schubert-Soldern  (u. 1924)
  - umro Karl August Escenmayer (r. 1768.)
- 1853.
  - rodio se Vladimir Sergejevič Solovjov  (u. 1900)
  - umro Franz Exner (r. 1802.)
  - umro Josef Hoene-Wronsky  (r. 1778.)
- 1854.
  - rodio se Hugo Spitzer  (u. 1936)
  - umro Friedrich Wilhelm Joseph Schelling (r. 1775.)
- 1855.
  - rodio se Ferdinand Tonnies (u. 1936.)
  - umro Soren Kierkegaard (r. 1813.)
- 1856.
  - rodio se Rudolf Stammler  (u. 1938)
  - umro Max Stirner  (r. 1806)
  - rodio se Octave Hamelin
  - umro Sir William Hamilton  (r. 1788.)
  - rodio se Arthur Hannequin
- 1857.
  - rodio se Heinrich Freiherr von Stein  (u. 1887)
  - umro Friedrich Schwegler (r. 1819.)
  - umro Moses Hess  (r. 1812.)
  - rodio se Gerardus Heymans  (u. 1930.)
- 1858.
  - rodio se Georg Simmel  (u. 1918.)
  - rodio se Emile Durkheim (u. 1917.)
- 1859.
  - rodio se Carl Ludwig Schleich  (u. 1922)
  - rodio se Christian von Ehrenfels (u. 1932.)
  - umro Alexis de Tocqueville (r. 1805.)
  - rodio se Henri Bergson (u. 1941.)
  - rodio se Edmund Husserl  (u. 1938.)
  - rodio se John Dewey (u. 1952.)

## 1860-e
- 1860.
  - rodio se Gustav Storring (u. 1946)
  - umro Gotthilf Heinrich Schubert (r. 1780)
  - umro Arthur Schopenhauer (r. 1788.)
  - umro Johann Ludwig Heiberg (r. 1791.)
- 1861.
  - 27. veljače rodio se Rudolf Steiner  (u. 30. ožujka 1925.)
  - rodio se Ljudevit Dvorniković (u. 1933.)
  - umro Friedrich Julius Stahl (r. 1802)
  - rodio se George Tyrrel (u. 1909.)
  - umro Hermann Friedrich Wilhelm Hinrichs  (r. 1794.)
  - umro Friedrich Karl Savigny (r. 1779.)
- 1862.
  - rodio se Sergej Nikolajevič Trubeckoj (u. 1905.)
  - rodio se David Hilbert  (u. 1943.)
- 1863.
  - rodio se George Santayana (u. 1952.)
  - rodio se Jevgenij Nikolajevič Trubeckoj (u. 1920.)
  - umro Karl Friedrich Trahndorf (r. 1782.)
- 1864.
  - rodio se Ferdinand Canning Scott Schiller (u. 1937.)
  - rodio se Franz Erhardt (u. 1930.)
- 1865.
  - rodio se Ernst Troeltsch (u. 1923.)
- 1866.
  - rodio se Adolf Dyroff (u. 1943.)
  - rodio se Twardowski, Kasimier (u. 1938.)
  - rodio se Giuseppe Tarozzi (u. 1958.)
- 1867.
  - rodio se Max Dessoir (u. 1947.)
- 1868.
  - umro Julius Schaller (r. 1807.)
  - rodio se Axel Hagerstrom
- 1869.
  - rodio se Alfred Edward Taylor (u. 1945.)

## 1870-e
- 1870.
  - umro Aleksandar Ivanovič Hercen  (r. 1812.)
- 1871.
  - rodio se William Stern  (u. 1938)
  - rodio se Đogju Takajama (u. 1902.)
  - rodio se Mysore Hiriyana  (u. 1950.)
- 1872.
  - umro  Friedrich Adolf Trendelenburg (r. 1802.)
  - 7. prosinca - rodio se Johan Huizinga  (u. 1945.)
  - objavljeno Nietzscheovo djelo Rođenje tragedije
- 1873.
  - rodio se  Rudolf Eisler (u. 1926.)
  - rodio se Henri Delacroix (u. 1937)
- 1874.
  - rodio se Max Scheler (u. 1928.)
  - rodio se Adam Schaff (u. 1928.)
  - umro David Friedrich Strauss  (r. 1808)
- 1875.
  - 14. siječnja - rodio se Albert Schweitzer
  - rodio se Albert Schweitzer  (u. 1965)
- 1876.
  - umro August Detlev Twesten (r. 1789.)
- 1877.
  - rodio se Josef Tordy (u. 1942.)
- 1878.
  - rodio se Emil Svoboda  (u. 1948)
  - rodio se Othmar Spann  (u. 1950)
- 1879.

## 1880-e
- 1880.
  - rodio se Oswald Spengler  (u. 1936)
  - rodio seRoy Wood Sellars
- 1881.
  - rodio se Abram Moisejevič Deborin (u. 1963.)
  - umro Jan Snellman  (r. 1806)
  - umro Gustav Teicchmuller (r. 1832.)
  - umro Max Dvorak (r. 1817.)
- 1882.
  - rodio se Eduard Spranger  (u. 1963)
  - rodio se Moritz Schlick (u. 1936)
  - rodio se Arthur Stanley sir Eddington (u. 1944.)
  - rodio se Nicolai Hartmann
  - 27. travnja- umro Ralph Waldo Emerson
- 1883.
  - umro Bertrando Spaventa  (r. 1817)
  - umro Karl Marx (r. 1818.)
  - rodio se Karl Jaspers (u. 1969.)
  - rodio se Wilhelm Dilthey (u. 1911.)
  - rodio se Thomas Ernest Hulme
- 1884.
  - rodio se Wilhelm Schapp (u. 1965)
- 1885.
  - rodila se Lizzie Susan Stebbing  (u. 1943)
  - rodio se Hađime Tanabe (u. 1962.)
  - rodio se Will Durant
- 1886.
  - objavljeno Nietzscheovo djelo S onu stranu dobra i zla
  - rodio se Wladyslav Tatarkiewicz (u. 1980.)
  - rodio se Paul Tillich (u. 1965.)
  - rodio se Heinz Heimsoeth (u. 1975.)
- 1887.
  - umro Heinrich Freiherr von Stein  (r. 1857)
  - rodio se Erwin Schrödinger (u. 1961)
- 1888.
  - rodio se Vladimir Dvorniković (u. 1950.)
  - umro Joseph Dietzgen (r. 1828.)
  - rodio se Carl Schmitt
  - objavljeno Nietzscheovo djelo Sumrak idola
  - objavljeno Nietzscheovo djelo Antikrist
- 1889.
  - rodio se Arnold Joseph Toynbee (u. 1975.)
  - rodio se Martin Heidegger
  - rodio se Fritz Heinemann (u. 1969.)
  - objavljeno Nietzscheovo djelo Ecce Homo
  - rodio se Pitrim Sorokin  (u. 1968.)
  - rodio se Wilhelm Szilasi

## 1890-e
- 1890.
- 1891.
  - rodio se Hans Heyse
  - rodio se Alois Dempf (u. 1919.)
- 1892.
  - rodio se Etienne Souriau  (u. 1980.)
  - rodio se Herbert W. Schneider
  - rodio se Johannes Thyssen (u. 1968.)
- 1893.
  - rodila se Anica Savić-Rebac (u. 1953.)
  - umro Hippolyte Taine ((r. 1828.)
- 1894.
  - rodio se Ladislav Szanto
- 1895.
  - umro Charles Secretan  (r. 1815)
  - umro Friedrich Engels (r. 1820.)
  - rodio se Max Horkheimer (u. 1973.)
  - umro Thomas Henry Huxley  (r. 1825.)
- 1896.
  - umro Jules Simon (r. 1814.)
  - rodila se Alma Sodnik  (u. 1966)
  - rodio se Marijan Tkalčić (u. 1956.)
  - rodio se Ugo Spirito  (u. 1979)
- 1897.
  - rodio se Stjepan Tomić (u. 1941.)
  - umro Konrad Hermann  (r. 1818.)
- 1898.
  - rodio se Herbert Marcuse (u. 1979.)
- 1899.
  - rodio se Alfred Stern
  - umro Heymann Steinhal  (r. 1823.)
  - rodio se Kurt Schilling
- 1900.
  - umro Alfred Sidgwick  (r. 1838.)
  - rodio se Hans Georg Gadamer (u.  2002.)
  - umro Wiliam Torrey Harris
  - 25. kolovoza - umro Friedrich Nietzsche (r. 1844.)
  - umro Vladimir Sergejevič Solovjov  (r. 1853.)